# Hashim ibn Abd Manaf
Hashim ibn Abd Manaf (Arabisch: هاشم بن عبد مناف ) (ca. 464 - ca. 497) was de overgrootvader van de islamitische profeet Mohammed en de stamvader van de Banoe Hashim-clan van de stam Qoeraisj in Mekka. Zijn vader was Abd Manaf ibn Qusai en zijn moeder heette Ātikah bint Murra.
Zijn werkelijke naam was Amr al-ʻUlā maar kreeg de bijnaam Hashim (Alhashimy) hetgeen zich vertaalt als verpulveraar in het Arabisch. Dit omdat hij in de praktijk het verstrekken van verkruimelde brood in bouillon voor de pelgrims die naar Mekka kwamen voor de Ka'aba initieerde.
Hashim had in totaal 9 kinderen, onder wie vier zonen en vijf dochters. Een van zijn zonen was Abd al-Moettalib, de grootvader van Mohammed, Hamza ibn Abd al-Muttalib en Ali.
Hij zou gestorven zijn tijdens een zakelijk reis naar Gaza, te Palestina in het jaar 497.